# Полиуретаны

Синтез полиуретана — связывание уретановыми группами -NH-(C=O)-O{}- молекулярные субъединицы

Полиурета́ны — гетероцепные полимеры, макромолекула которых содержит незамещённую и/или замещённую уретановую группу −N(R)−C(O)O−, где R — Н, алкилы, арил или ацил. В макромолекулах полиуретанов также могут содержаться простые и сложноэфирные функциональные группы, мочевинная, амидная группы и некоторые другие функциональные группы, определяющие комплекс свойств этих полимеров. Полиуретаны относятся к синтетическим эластомерам и нашли широкое применение в промышленности благодаря широкому диапазону прочностных характеристик. Используются в качестве заменителей резины при производстве изделий, работающих в агрессивных средах, в условиях больших знакопеременных нагрузок и температур. Диапазон рабочих температур — от −60 °С до +80 °С.

## Получение

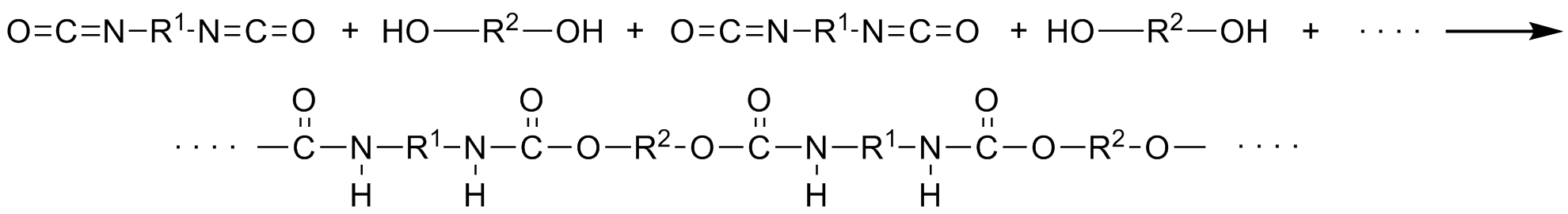
Образование полиуретанового полимера
путём реакции между диизоцианатом и полиолом

Полиуретаны получают взаимодействием соединений, содержащих изоцианатные группы с би- и полифункциональными гидроксилсодержащими производными.
В качестве изоцианатов используются толуилендиизоцианаты (2,4- и 2,6-изомеры или их смесь в соотношении 65:35), 4,4'-дифенилметандиизоцианат, 1,5-нафтилен-, гекса-метилендиизоцианаты, полиизоцианаты, трифенилметан-триизоцианат, биуретизоцианат, изоциануратизоцианаты, димер 2,4-толуилендиизоцианата, блокированные изоцианаты.
Строение исходного изоцианата определяет скорость уретанообразования, прочностные показатели, световую и радиационную стойкость, а также жёсткость полиуретанов.
Гидроксилсодержащими компонентами являются:
- олигогликоли — продукты гомо- и сополимеризации тетрагидрофурана, пропилен- и этиленоксидов, дивинила, изопрена;
- сложные полиэфиры с концевыми группами ОН — линейные продукты поликонденсации адипиновой, фталевой и других дикарбоновых кислот с этилен-, пропилен-, бутилен- или другими низкомолекулярным гликолями;
- разветвленные продукты поликонденсации перечисленных кислот и гликолей с добавкой триолов (глицерина, триметилол-пропана), продукты полимеризации ε-капролактона.

Гидроксилсодержащий компонент определяет, в основном, комплекс физико-механических свойств полиуретанов.
Для удлинения и структурирования цепей применяются гидроксилсодержащие вещества (например, вода, гликоли, моноаллиловый эфир глицерина, касторовое масло) и диамины (-4,4'-метилен-бис-(о-хлоранилин), фенилен-диамины). Эти агенты определяют молекулярную массу линейных полиуретанов, густоту вулканизационной сетки и строение поперечных химических связей, возможность образования доменных структур, то есть комплекс свойств полиуретанов и их назначение (пенопласты, волокна, эластомеры и т. д.).
В качестве катализаторов для процесса уретанообразования используют третичные амины, хелатные соединения железа, меди, бериллия, ванадия, нафтенаты свинца и олова, октаноат и лауринат олова. При процессе циклотримеризации катализаторами являются неорганические основания и комплексы третичных аминов с эпоксидами.

## Свойства
Механические свойства полиуретанов изменяются в очень широких пределах и зависят от природы и длины участков цепи между уретановыми группами, структуры цепей (линейная или сетчатая), молекулярной массы и степени кристалличности. Полиуретаны могут быть вязкими жидкостями или являться твёрдыми веществами в аморфном или кристаллическом состоянии. Их свойства варьируют от высокоэластичных мягких резин (твёрдость по Шору от 15 по шкале А) до жёстких пластиков (твёрдость по Шору 75 по шкале D).
Полиуретан относится к конструкционным материалам (КМ), механические свойства полиуретана дают возможность использовать его в деталях машин и механизмов, подвергающихся силовым нагрузкам. К данному виду промышленных материалов предъявляются очень серьёзные требования с точки зрения сопротивляемости воздействию агрессивной внешней среды.

## Физико-механические показатели различных типов полиуретана
| Показатель полиуретана                              | НИЦ ПУ-5   | СКУ-ПФЛ-100 | ТСКУ-ФЭ-4  | СКУ-ПФЛ-74 | Ур-70 В     | ПТГФ-1000   | СУРЭЛ-20Ф  | СКУ-ПФЛ-100М | Диафор-ТДИ  | ЛУР-СТ      | ТТ 129/194  |
| --------------------------------------------------- | ---------- | ----------- | ---------- | ---------- | ----------- | ----------- | ---------- | ------------ | ----------- | ----------- | ----------- |
| Твёрдость по Шору, ед.                              | 88—93      | 95— 98      | 40—90      | 88—92      | 70—80       | 95—98       | 93—97      | 95—100       | 86—88       | 75—85       | 80—100      |
| Предел прочности при растяжении, кгс/см²            | 320—450    | 350—400     | 250—350    | 400—450    | 230—390     | 350—420     | 390—500    | 450—500      | 380—460     | 400—470     | 380—520     |
| Относительное удлинение при разрыве, %              | 450—580    | 310—350     | 400—550    | 400—470    | 670—800     | 310—370     | 330—390    | 350—370      | 500—600     | 600—700     | 320—850     |
| Сопротивление раздиру, кгс/см2                      | 75—100     | 90—110      | 20—30      | 70—80      | 30—45       | 90—110      | 90—110     | 85—95        | 55—65       | 20—30       | 90—110      |
| Условное напряжение при 100 % удлинении, кгс/см²    | 75—95      | 130—160     | 25—30      | 60—80      | 20—35       | 130—160     | 140—160    | —            | 45—55       | 50—80       | 140—160     |
| Относительное остаточное удлинение после разрыва, % | Не более10 | Не более10  | Не более10 | Не более 8 | Не более 15 | Не более 10 | Не более 8 | Не более 10  | Не более 10 | Не более 10 | Не более 10 |
| Температурный диапазон, °С                          | 50         | 70          | 80         | 70         | 80          | 80          | 80         | 80           | 80          | 50          | 50          |

## Применение
Благодаря разнообразию механических свойств различных типов полиуретана он применяется практически во всех сферах промышленности для изготовления самых разнообразных уплотнений, эластичных форм для изготовления декоративных камней, защитных покрытий, лакокрасочных изделий, клеев, герметиков, деталей маломощных машин (валов, роликов, пружин и т. п.), изоляторов, имплантатов и прочих изделий. Из полиуретана, благодаря его чрезвычайно высокой износостойкости, изготавливаются подошвы обуви, спортивные шины, защитные пленки для смартфонов, втулки и прокладки для фиксации абразивных камней в промышленности, причем в последнем случае полиуретановая втулка более долговечна, чем металлическая. Растворы полиуретана в органических растворителях — высокопрочные клеи. Из полиуретана изготавливают отбойники для автомобильных амортизаторов. Однако использование полиуретанов значительно ограничено температурным диапазоном применения (от −60 до +80 °С).
Также применяется во вспененном виде благодаря тому, что ряд реакций создания полиуретана сопровождается выделением газа (см. пенополиуретан).